# Team Stronach
A Team Stronach, teljes nevén Team Stronach Ausztriáért (németül: Team Stronach für Österreich) euroszkeptikus jobboldali populista politikai párt Ausztriában. A pártot alapítójáról, Frank Stronach osztrák-kanadai üzletemberről nevezték el. 2017 végén feloszlatta magát.

## Története
A pártot 2012. szeptember 25-én regisztrálták és két nappal később megkezdte működését. Egy 2012 augusztusában készült Gallup felmérés az induló euroszkeptikus pártnak máris 8 százalékos támogatást mért.
Négy szövetségi parlamenti képviselő - a szociáldemokrata (SPÖ) Gerhard Köfer, a BZÖs Christoph Hagen, és három független: Robert Lugar és Erich Tadler - beleegyezett, hogy csatlakozik az új párthoz. Ezzel a párt automatikusan megszerezte az indulás jogát a következő szövetségi választáson, amihez már három képviselő támogatása elég.
A párt nevét, programját és logóját szeptember elején döntötték el. A 2013-as karintiai tartományi választáson Köfer lett a párt vezető jelöltje. Egy szeptemberi Gallup felmérésben már 10 százalékon álltak.
A 2013-as szövetségi választás kampányának kezdetén a párt olyan politikai reklmámokat tett közzé, amelyek szerint Bill Clinton és Larry King is támogatja. Népszerűsége ekkorra már 10-12 százalékos volt. Miután egy ötödik képviselő, Stefan Markowitz is csatlakozott, a Team Stronach hivatalosan parlamenti párttá vált, jogot szerezve 1,4 millió euró támogatásra és parlamenti bizottsági helyekre.
A márciusi karintiai választáson 11 százalékos eredményt értek el, alig valamivel a Zöldek és az ÖVP mögött. Ugyanazon a napon harmadikként futottak be az alsó-ausztriai tartományi választáson, 10 százalékos szavazataránnyal. Ezzel megszerezték első képviselői helyüket a szövetségi parlamenti felsőházban, a Szövetségi Tanácsban is. A mandátumot Gerald Zelina kapta.
A Team Stronach 2013. szeptember 29-én vett részt első és utolsó szövetségi választásán. A szavazatok 5,73 százalékát szerezte meg, ami 11 mandátumot jelentett a parlament törvényhozó alsóházában, a Nemzeti Tanácsban. Ezzel a Team Stronach az ötödik legnagyobb parlamenti párt lett.
A párt nem vett részt a 2014-es európai parlamenti választásokon.
A szövetségi választás után a korábban szépreményűnek tekintett párt népszerűsége meredeken csökkent. 2015. június 3-án két képviselő elhagyta a pártot és az ÖVP-hez igazolt.
2017-én a Team Stronach bejelentette, hogy a 2017-es szövetségi választást követően feloszlatja magát. Képviselői az FPÖ-höz, a Salzburgi Szabad Párthoz és a Fehérekhez csatlakoztak.

## Törekvései
A Team Stronach azért állt ki többek közt, hogy Ausztria hagyja el az eurózónát és vezesse be saját euróját. Ezt később egy Team Stronach tanácsadó úgy módosította, hogy megtartanák az eurót, de nemzeti fizetőeszközöket is bevezetnének.
Más jobboldali euroszkeptikus pártoktól eltérően a Team Stronach nem volt erősen bevándorlásellenes.
A bürokrácia lefaragását sürgették 25 százalékos egykulcsos jövedelemadó bevezetését.

## Fordítás
Ez a szócikk részben vagy egészben  a   Team Stronach című angol Wikipédia-szócikk ezen változatának fordításán alapul.  Az eredeti cikk szerkesztőit annak laptörténete sorolja fel. Ez a jelzés csupán a megfogalmazás eredetét és a szerzői jogokat jelzi, nem szolgál a cikkben szereplő információk forrásmegjelöléseként.